# Юрген Штрауб
Юрген Штрауб  (нім. Jürgen Straub, 3 листопада 1953) — німецький легкоатлет, олімпійський медаліст.

## Виступи на Олімпіадах
| Олімпіада   | Дисципліна         | Місце |
| ----------- | ------------------ | ----- |
| Москва 1980 | біг на 1500 метрів | 2     |